# Tandara Caixeta
Tandara Alves Caixeta (Brasília, 30 de outubro de 1988) é uma jogadora de voleibol do Brasil que atua na posição de oposta. Ganhou prêmios como melhor oposta e MVP da Superliga Feminina e da Liga das Nações de Voleibol Feminino. Foi medalha de ouro pela seleção feminina nas Olimpiadas de 2012. Atualmente está sem clube.
Foi campeã da medalha de ouro olímpica em Jogos Olímpicos de Verão de 2012, na cidade de Londres. Após ter ficado de fora da edição de 2016, na cidade do Rio de Janeiro no Brasil. Ela, novamente, assumiu a titularidade da equipe para o ciclo que compreende os Jogos Olímpicos de 2020, na cidade de Tóquio.

## Carreira
Disputou sua primeira Superliga em 2005, aos 16 anos, pela equipe Brasil Telecom, alcançando a 6ª posição na competição por duas temporadas. Na temporada 2007/2008, a jogadora foi contratada pela equipe Finasa/Osasco, no time paulista conquistou o seu primeiro título - Campeonato Paulista 2007 - e foi vice-campeã da Superliga.
Na temporada seguinte, Tandara Caixeta se transferiu para a tradicional equipe de Pinheiros e teve a oportunidade de atuar como titular durante praticamente toda a competição, ajudando a equipe a chegar na quinta colocação.
Aos 20 anos, com propostas para jogar no exterior, a jogadora decidiu pela visibilidade dos times brasileiros e se mudou para o sul do país para ser destaque da equipe da Cativa, de Brusque-SC, com a qual conseguiu alcançar os playoffs da Superliga. Individualmente, Tandara foi a terceira maior pontuadora do torneio com 428 pontos e foi eleita a melhor defensora do campeonato.
No final de 2010, a brasiliense voltou para o estado de São Paulo ao acertar com o Vôlei Futuro, de Araçatuba, jogando ao lado de Paula Pequeno, Fabiana, Joycinha e Stacy. Correspondendo às expectativas, Tandara anotou 358 pontos na Superliga, e ajudou o seu time a chegar ao terceiro lugar.

Em 2011 foi convocada para a Seleção Brasileira de Novas que disputou a Copa Yeltsin, na Rússia, sua atuação -era reserva, mas chegou a marcar 22 pontos em uma partida- fez com que fosse convocada para o Pan-Americano de Guadalajara, conquistando a medalha de ouro na competição, sendo responsável pelo ponto final contra as cubanas.

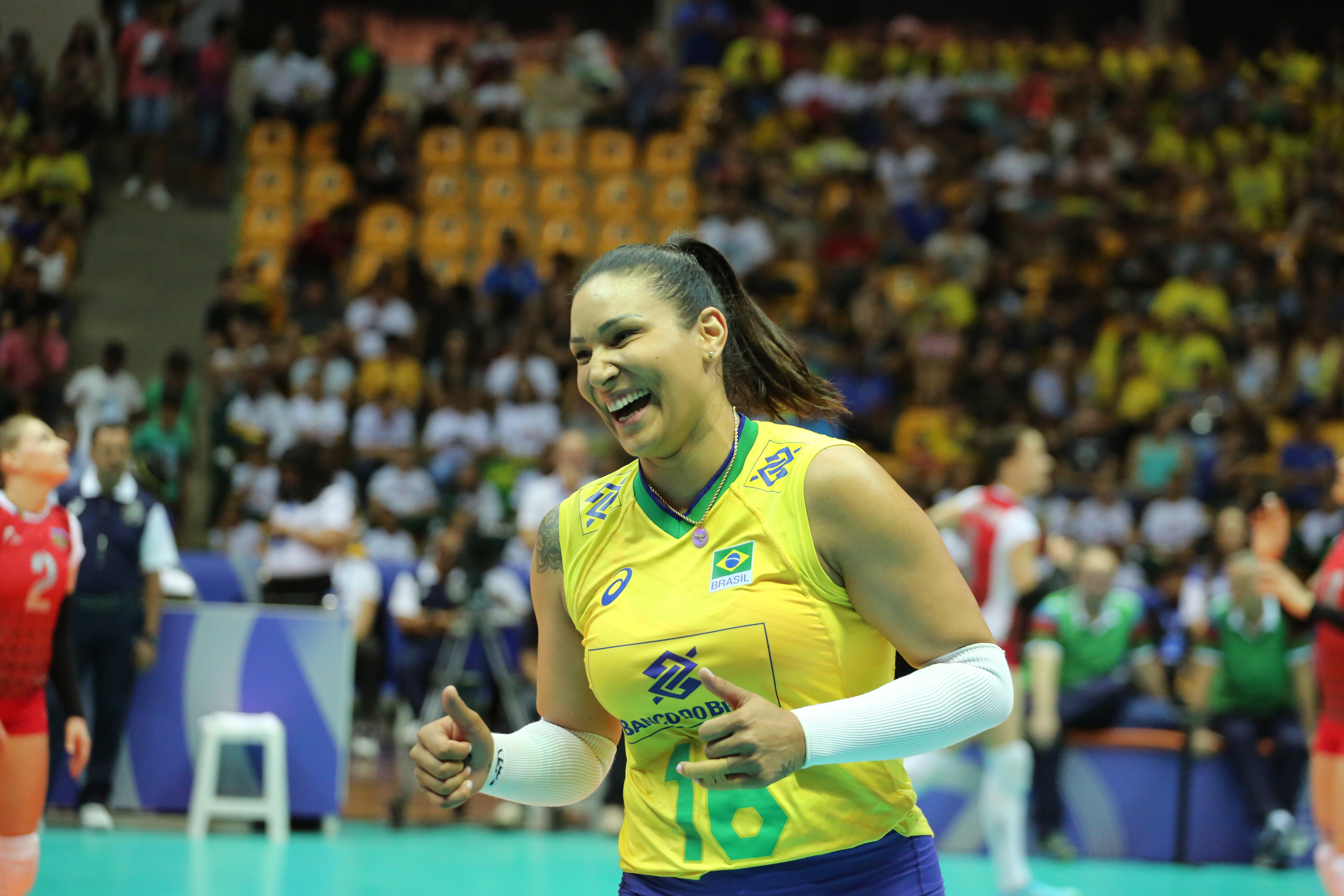
Tandara em um jogo contra a seleção do Azerbaijão.

Na temporada 2011/2012 voltou a jogar pelo Osasco,  sendo a segunda melhor sacadora da competição, anotou 314 pontos e foi eleita a MVP  da grande final, que deu o título para a sua equipe.
Foi convocada para os Jogos Olímpicos de 2012, em Londres. A Seleção Brasileira de Voleibol Feminino terminou a disputa com a medalha de ouro.
Na sua volta ao Brasil, Tandara foi contratada pelo Sesi-SP. Já em2013/2014, passou a integrar o Vôlei Amil, de Campinas, equipe que acabou eliminada nas semifinais da Superliga Feminina pelo time Unilever Rio de Janeiro, Tandara foi a principal jogadora da competição, marcou 470 pontos e teve o melhor saque. Nessa temporada a brasiliense quebrou o recorde de pontos em uma só partida, marcou 37 pontos contra o Praia Clube, batendo os 36 pontos de Fernanda Garay e Karin Rodrigues, o mais impressionante é que nessa temporada os sets eram de 21 pontos e não 25 como nas edições anteriores.

Na temporada de  2014/2015, Tandara foi para o Praia Clube, e no meio dos playoffs,  descobriu-se grávida do jogador Cléber Mineiro, sendo impedida de participar da temporada da seleção. Após o nascimento da filha Maria Clara em setembro, lutou para voltar à forma e disputar a Superliga já no mês seguinte. Eventualmente assinou com o Minas para a temporada 2015/2016.

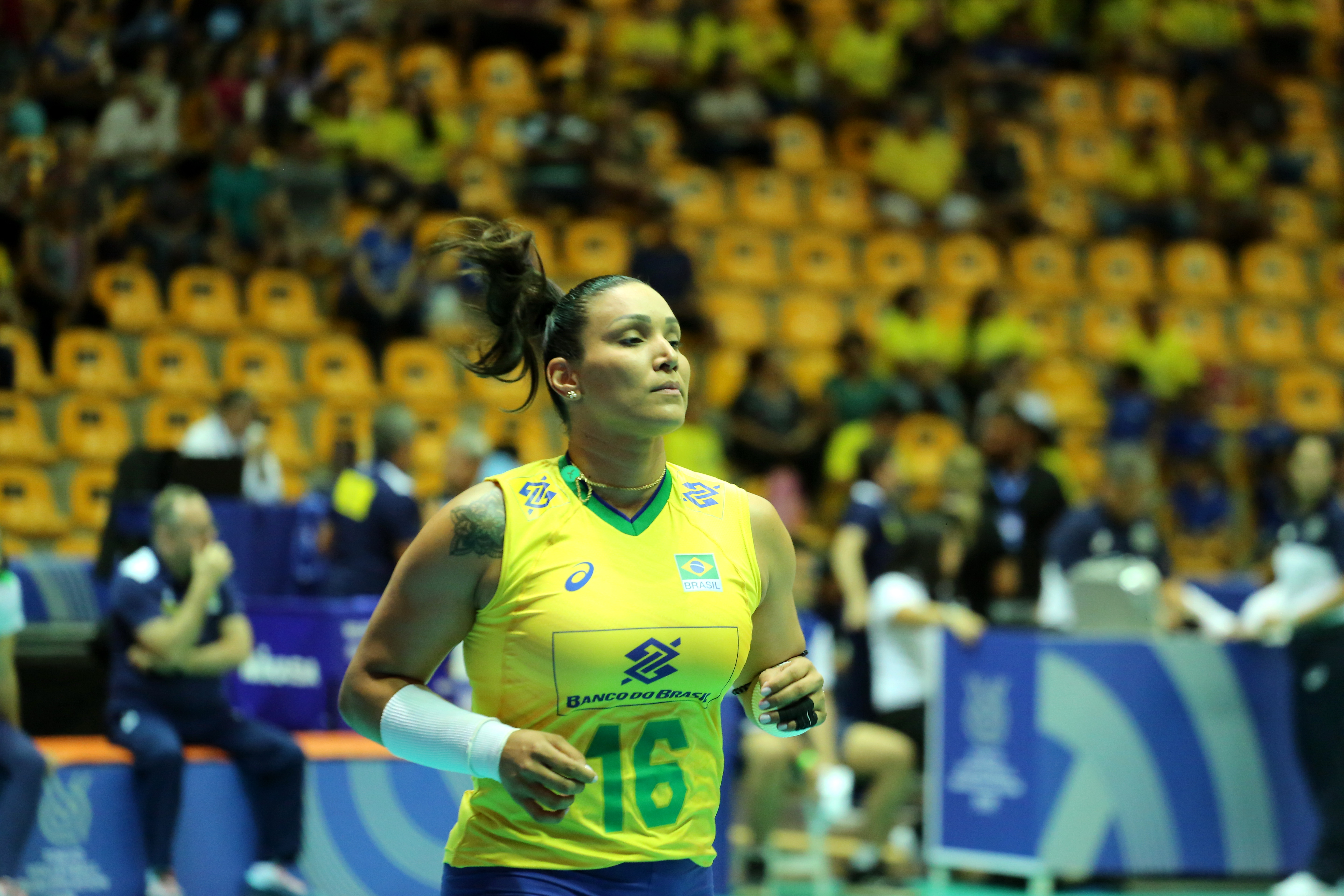
Caixeta no jogo contra a seleção de Camarões.

Em 2016 assinou com Vôlei/Nestlé (Osasco) para temporada 2016/2017 sagrando-se campeã paulista e vice-campeã da Superliga, onde foi eleita a melhor sacadora e maior pontuadora, com 430 pontos. Foi convocada para a Seleção Brasileira em 2017, conquistando o título do Montreux Volley Masters e do Grand Prix.
Para temporada 2017/2018 renovou seu contrato com Osasco, sendo uma das referências de passe, saque e ataque da atual edição da Superliga. Recebeu premiações individuais, como maior pontuadora anotando incríveis 626 pontos, melhor atacante e melhor jogadora. Nessa mesma temporada, foi responsável por 39 pontos na partida do Osasco contra o Minas Tênis Clube, em cinco sets jogados, figurando como atual recorde de pontos em uma única partida na Superliga Feminina.
Para a temporada 2018/2019 Tandara foi contratada pela equipe chinesa Guangdong Evergrande. Na época, sofreu uma lesão durante sua experiência internacional.Mesmo com o revés físico, a jogadora foi a responsável pela ofensiva do time, culminando em 202 pontos totais na competição (mesmo com a lesão antes das fases finais) e uma média de 5,18 pontos por set.
Na temporada 2019/2020, Tandara foi contratada pela equipe do Sesc RJ, comandada por Bernardinho, onde mesmo ficando de fora de alguns jogos por problemas físicos, foi a sexta maior pontuadora da Superliga (campeonato terminou antecipadamente, antes do início das fases finais, devido a Covid-19) com 299 pontos e com uma média de 5,16 pontos por set, destacando-se novamente no cenário nacional. Na temporada seguinte retornou ao Osasco. Além disso, nessa temporada no time carioca, Tandara quebrou seu recorde de pontos por jogo, marcando 40 pontos na final da Copa Brasil de Vôlei, que figura atualmente como o recorde de maior pontuação em um único jogo, em quadras brasileiras, em ambos os naipes. O interessante é que essa marca foi atingida em apenas 4 sets, o que faz o feito ser ainda mais impressionante. O recorde de 39 pontos ainda é recorde exclusivo da Superliga, ou seja, Tandara é a detentora de ambos.
Para a temporada 2020/2021, Tandara retornou ao Osasco Voleibol Clube, time ao qual defendeu por inúmeras oportunidades. Figurou como pilar do time, sendo referência no ataque mais uma vez, o que lhe rendeu o posto de Melhor Oposta da Competição, segunda maior pontuadora (com 409 pontos) e maior média de pontos por set na competição (4,93 pontos por set).
Esteve entre as convocadas para os Jogos Olímpicos de Verão de 2020, realizados na cidade de Tóquio no Japão em 2021, que foram adiados devido os efeitos da Pandemia de COVID-19 . No decorrer da reta final da competição, Tandara foi acusada de uma potencial violação antidoping ocorrida durante um teste realizado em julho de 2021, quando ainda estava no Brasil. A jogadora embarcou de volta do Japão para o Brasil, antes mesmo da vitória da Seleção Brasileira sobre a Seleção da Coreia do Sul, por 3 sets a 0, pela semifinal da competição. 
O Brasil conquistou a medalha de prata do torneio e, mesmo suspensa, Tandara ainda figura na lista do COI como medalhista.
A jogadora afirmou a sua inocência e pretende buscar auxílio legal, nas cortes superiores que regem o esporte, para revogar a pena. Em maio de 2022, Tandara foi condenada a quatro anos de suspensão pelo uso de Ostarina.. Em agosto do mesmo ano, se candidatou ao cargo de deputada federal pelo MDB, mas acabou não sendo eleita.
Em 2023, anunciou que usaria sua fundação beneficente, Instituto Tandara Caixeta, para criar uma equipe de vôlei em Campinas, que jogou o Campeonato Paulista de Voleibol Feminino de 2023, ficando em quinto lugar, mas incapaz de conseguir patrocínios e pagar suas atletas, acabaria fechando às vésperas da Superliga C.
Tandara Caixeta, que já cumpria uma suspensão de quatro anos por uso de ostarina desde julho de 2021, entrou num novo ciclo de polêmica ao participar do Campeonato Brasileiro Master em Santos no início de maio de 2024. A participação nesse torneio poderia aumentar sua pena e foi exatamente isso que ocorreu. Tandara foi suspensa mais uma vez. Agora, por mais dois anos. 

## Recordes e força física
Tandara é altamente conhecida pela sua força física e por ser uma jogadora que pontua em grande escala. Essa fama decorre dos inúmeros recordes que a mesma tem quebrado ao longo de sua carreira, sendo alguns deles aqui citados:
- 37 pontos marcados na Superliga 2013/2014 (recorde de pontos na época; sets de 21 pontos);
- 39 pontos marcados na Superliga 2017/2018 (recorde atual do campeonato);
- 40 pontos marcados na final da Copa Brasil de Vôlei 2020 (recorde do campeonato e maior pontuação registrada em quadras brasileiras);
- 626 pontos marcados na Superliga 2017/2018 (maior pontuação em uma única temporada; é o recorde atual);
- Maior pontuadora da Superliga em 4 edições: 
  - 417 pontos na Superliga 2012/2013, atuando pelo Sesi-SP;
  - 470 pontos na Superliga 2013/2014, atuando pelo Campinas Voleibol Clube;
  - 430 pontos na Superliga 2016/2017, atuando pelo Osasco Voleibol Clube;
  - 626 pontos na Superliga 2017/2018, atuando pelo Osasco Voleibol Clube.

Além dos recordes, a potência em seus ataques também é uma característica marcante de seu estilo de jogo. Aqui cita-se alguns desses ataques potentes acima de 100 km/h:
- 106,9 km/h: jogo do Brasil x China, na fase final da Liga das Nações de Vôlei de 2018;
- 106 km/h: jogo do Brasil x Tailândia, na fase de grupos da Liga das Nações de Vôlei de 2021;
- 105,9 km/h: jogo do Brasil x China, na fase final da Liga das Nações de Vôlei de 2018;
- 105,7 km/h: jogo do Brasil x Sérvia, na fase de grupos da Liga das Nações de Vôlei 2018;
- 105,5 km/h: jogo do Brasil x Turquia, na fase final da Liga das Nações de Vôlei de 2018;
- 105,1 km/h: jogo do Brasil x Polônia, na fase de grupos da Liga das Nações de Vôlei 2018;
- 104 km/h: jogo do Brasil x Japão, na fase de grupos da Liga das Nações de Vôlei 2018;
- 103,2 km/h: jogo do Brasil x Holanda, na fase de grupos da Liga das Nações de Vôlei 2018;
- 102,9 km/h: jogo do Brasil x Turquia, na fase de grupos da Liga das Nações de Vôlei de 2021;
- 101,3 km/h: jogo do Brasil x Polônia, na fase de grupos da Liga das Nações de Vôlei 2018;
- 100,8 km/h: jogo do Brasil x Tailândia, na fase de grupos da Liga das Nações de Vôlei de 2018;
- 100,6 km/h: jogo do Brasil x Holanda, na fase de grupos da Liga das Nações de Vôlei 2018;
- 100,1 km/h: jogo do Brasil x Polônia, na fase de grupos da Liga das Nações de Vôlei 2018;
- 100 km/h: jogo do Brasil x China, na final da Copa dos Campeões de 2017.

## Títulos pela Seleção

### Medalhas de Ouro
- Campeonato Sul-Americano Sub-18 2004
- Campeonato Mundial Infanto-Juvenil 2005
- Campeonato Mundial Sub-18 2005
- Campeonato Sul-Americano Sub-20 2006
- Campeonato Mundial Juvenil 2007
- Pan-Americano Guadalajara 2011
- Torneio de Alassio 2013
- Campeonato Sul-Americano 2013, 2015 e 2017
- Jogos Olímpicos Londres 2012
- Montreux Volley Masters 2013 e 2017
- Copa dos Campeões 2013
- Grand Prix 2011, 2012, 2013, 2014, 2016 e 2017

### Medalhas de Prata
- Copa Pan-Americana 2007
- Grand Prix 2011
- Copa Yeltsin 2011
- Grand Prix 2012
- Copa dos Campeões 2017
- Liga das Nações 2021

Medalhas de Bronze
- Grand Prix 2011
- Copa Yeltsin 2011
- Copa dos Campeões 2017
- Campeonato Mundial 2014

### Prêmios Individuais
- MVP da final da Superliga 2011-2012
- Maior Pontuadora Superliga 2012-2013
- Maior Pontuadora Superliga 2013-2014
- Melhor Saque Superliga 2013-2014
- MVP Campeonato Paulista 2016
- Melhor Saque Superliga 2016-2017
- Melhor Atacante Superliga 2016-2017
- Maior Pontuadora Superliga 2016-2017
- Craque da Galera Superliga 2016-2017 (Voto Popular)
- MVP Sul Americano de 2017
- Melhor Oposta Copa dos Campeões 2017
- MVP do Torneio Internacional Final Four (Representando Vôlei Nestlé)
- Melhor Atacante do Torneio Internacional Final Four (Representando Vôlei Nestlé)
- MVP Campeonato Paulista 2017
- Maior Pontuadora Copa Brasil de Vôlei 2018
- MVP  Copa Brasil de Vôlei 2018
- MVP Superliga Nacional 2017-2018
- Melhor Atacante da Superliga 2017-2018
- Melhor Oposto da Liga das Nações de Voleibol Feminino de 2018
- Melhor Oposto da Liga das Nações de Voleibol Feminino de 2021
- Melhor Oposto da Superliga Feminina 2020/2021